# متولد اوین
متولد اوین (به انگلیسی: Born in Evin) یک فیلم مستند آلمانی–اتریشی به کارگردانی مریم زارع و تهیه‌کنندگی مؤسسهٔ توندوسکی فیلمز است که در سال ۲۰۱۹ منتشر شد. این فیلم نخستین فیلم زارع در مقام کارگردان است. متولد اوین در بخش «چشم‌انداز سینمای آلمان» در شصت و نهمین جشنواره بین‌المللی فیلم برلین به نمایش درآمد و جایزهٔ ویژهٔ این بخش را دریافت کرد. این فیلم همچنین در جشنوارهٔ بین‌المللی فیلم زنان دورتموند/کلن نمایش یافت.
متولد اوین روایت فرزندان زندانیان سیاسی است که در دههٔ اول پس از انقلاب ۱۳۵۷ ایران در زندان اوین متولد شده‌اند. زارع که خود در زندان اوین متولد شده در فیلم نیز حضور دارد.